# Gregoire Lake 176A
Gregoire Lake 176A är ett reservat i Kanada.   Det ligger i provinsen Alberta, i den centrala delen av landet, 2 700 km väster om huvudstaden Ottawa. Gregoire Lake 176A ligger vid sjöarna  Milton's Lake och Willow Lake.
I omgivningarna runt Gregoire Lake 176A växer i huvudsak barrskog. Trakten runt Gregoire Lake 176A är nära nog obefolkad, med mindre än två invånare per kvadratkilometer.